# Святой Марк спасает сарацина
«Святой Марк спасает сарацина» (итал. San Marco salva un saraceno), или «Святой Марк спасает сарацина во время кораблекрушения» (итал. San Marco salva un saraceno dal naufragio) — картина в стиле ренессанса итальянского художника Тинторетто, на которой изображён сюжет из цикла чудес святого апостола и евангелиста Марка. Полотно написано в 1562—1566 годах и представляет собой живопись маслом на холсте размером 398×337 см. В настоящее время хранится в Галерея Академии в Венеции.

## История
До 1807 года полотно хранилось в Великой школе Девы Марии Милосердной в Венеции, здание и имущество которой, но без картины, перешло к Галерее Академии в 1812 году. С 1807 по 1815 год произведение находилось во дворце дожей, с 1815 по 1866 годы — в библиотеке сансовиниана. В 1866—1868 годах картина хранилась в собраниях музея истории искусств в Вене, откуда её вернули обратно в библиотеку, где она находилась до 1919 года. В 1920 году полотно было передано Галерее Академии в Венеции.
Вместе с картиной «Святой Марк спасает сарацина» для Великой школы Девы Марии Милосердной в Венеции Тинторетто были написаны ещё три полотна: «Святой Марк освобождает раба», «Похищение тела Святого Марка» — обе также хранятся в собраниях Галереи Академии, и «Обретение тела Святого Марка», которая ныне хранится в пинакотеке Бреры.

## Описание
Исполненная пафоса композиция произведения повествует о чудесном спасении сарацина на пути в Александрию. Попав на корабле в сильный шторм, он воззвал к святому Марку, который услышал его и спас.
Захватывающая структура произведения состоит из драматического изображения бушующих волн, в которых тонет корабль, исковерканных тел отчаявшихся жертв кораблекрушения, контрастных огней, освещающих их и прорезающих тучи грозового неба. Окутанный сверхъестественным светом святой Марк спускается с неба, одетый в красную тунику, чтобы унести потерявшего сознание сарацина. Автор изобразил на картине современника — главу Великой школы Девы Марии Милосердной в Венеции, доктора Томмазо Рангоне. Тот изображён сидящим в лодке и помогающим человеку не утонуть в морской пучине.